# نووآتاشوو
نووآتاشوو (انگلیسی: Novoatashevo) یک شهرک در شهرستان ایلیشفسکی استان باشقیرستان کشور روسیه است.